# Mykola Rjabtschuk

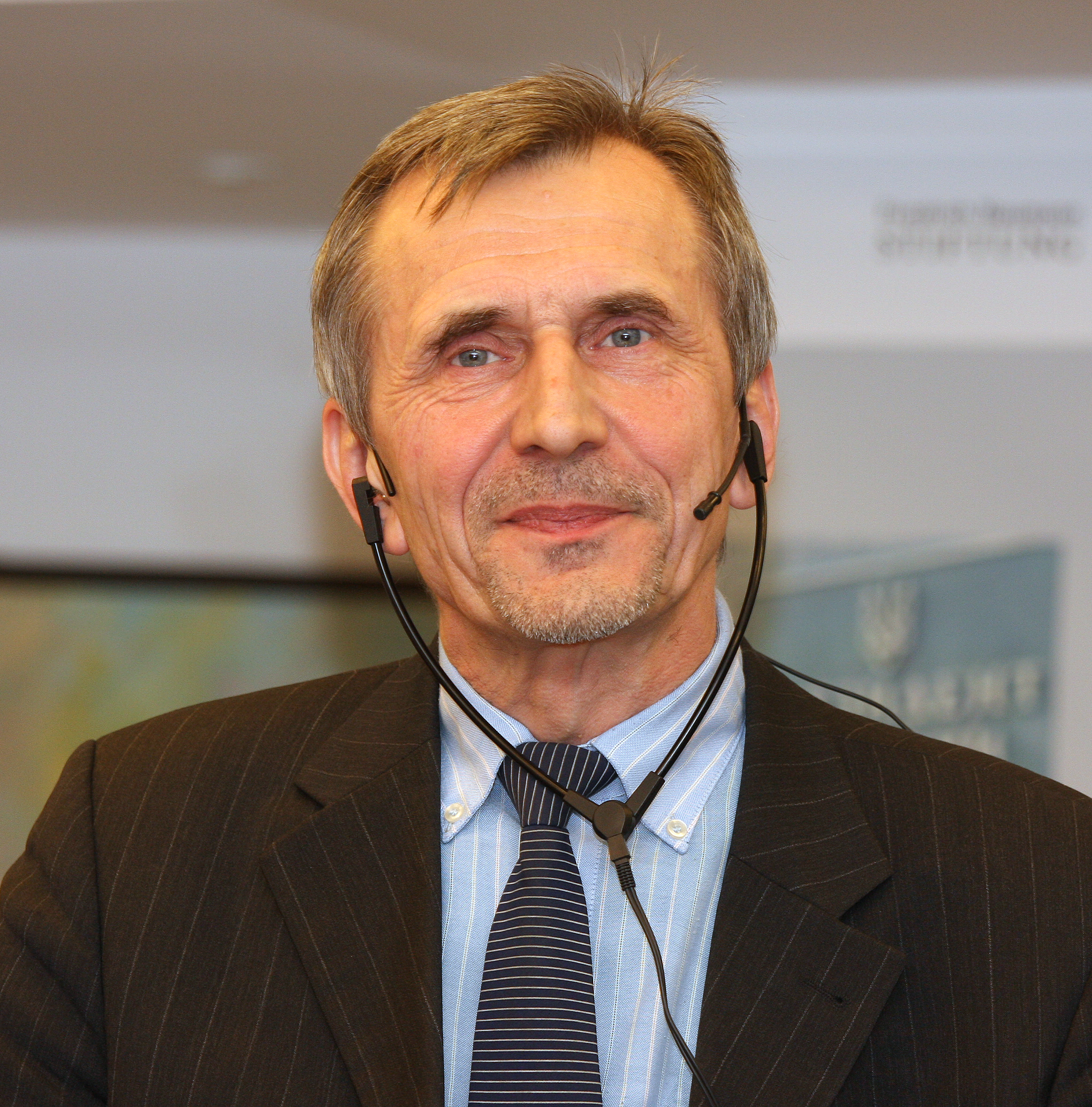
Mykola Rjabtschuk, 2009

Mykola Jurijowytsch Rjabtschuk (ukrainisch Микола Юрійович Рябчук; * 27. September 1953 in Luzk, Ukraine) ist ein ukrainischer Schriftsteller und Journalist. Er war Mitbegründer der Kiewer Monatszeitschrift Krytyka und ist ein  politischer Kommentator des Landes. Rjabtschuk lebt in Kiew.
Rjabtschuk wurde 1953 in Luzk in der Westukraine geboren und studierte zunächst Ingenieurwissenschaften in Lwiw, wo er 1973 aufgrund der Mitarbeit an einer nicht autorisierten Veröffentlichung ausgeschlossen wurde. Nach Beendigung seines Studiums arbeitete er u. a. als Eisenbahnarbeiter, Theaterelektroniker und Verlader von Druckerzeugnissen.
Ab 1985 studierte er am Department des Maxim-Gorki-Literaturinstituts in Moskau, wo er 1988 seinen Abschluss machte. Nach der Wende wurden seine Gedichte und Kurzgeschichten, die jahrzehntelang verboten waren, erstmals einer breiten Öffentlichkeit zugänglich gemacht. 1989 wurde sein erstes und einziges Buch mit Gedichten Winter in Lwiw, eine Auswahl aus den Jahren 1971 bis 1988, publiziert.
Von 1985 bis 1994 war Rjabtschuk als Editor der Monatsschrift für ausländische Literatur Wseswit tätig, später arbeitete er für fünf Jahre für das intellektuelle Monatsjournal Krytyka. Seit September 2016 ist er Präsident des ukrainischen PEN-Clubs. In dieser Funktion hat er mit seinem Stellvertreter Andrei Kurkow darauf hingewirkt, dass der 83. PEN-Kongress in der Ukraine stattfinden wird.
Rjabtschuk erhielt eine Reihe von renommierten Preisen, darunter den „Book of the Year Award“ 2000 und 2003, den POLCUL Award 1998, den Polnisch-Ukrainischen Städte-Preis 2002 für seine Bemühungen um die polnisch-ukrainische Versöhnung und den Antonowytsch-Preis 2003 für seinen beispiellosen Einsatz für die Menschenrechte in der Ukraine.
Seit 2014 ist er Juryvorsitzender des Mitteleuropäischen Literaturpreises Angelus.

## Werke
- Die reale und die imaginierte Ukraine, Essay, Aus dem Ukrainischen von Juri Durkot. Mit einem Nachwort von Wilfried Jilge, edition suhrkamp 2005, ISBN 978-3-518-12418-5. Neuausgabe Berlin, Suhrkamp, 2016, ISBN 978-3-518-12704-9.